# Michael Alec Rose
Michael Alec Rose, né le 9 septembre 1959 à Philadelphie, est un compositeur américain, professeur de composition à l’université Vanderbilt.
Il a étudié avec George Crumb, Richard Wernick ainsi que George Rochberg et Samuel Adler.
En 2010 il publie un recueil d'essais, Audible Signs: Essays from a Musical Ground (Continuum Books).

## Discographie
- Chamber and Solo Works for Strings and Horn, sur le label Toccata Classics (2013) ;
- Il Ritorno, Peter Sheppard Skærved (violon) et Diana Mathews (alto), sur le label Metier (2017).